# Brayden Schenn
Brayden Schenn (ur. 22 sierpnia 1991 w Saskatoon, Saskatchewan) – kanadyjski hokeista, reprezentant Kanady.
Jego starszy brat Luke (ur. 1989) także jest hokeistą. Od 2012 bracia wspólnie grali w jednym klubie, Philadelphia Flyers.

## Kariera klubowa
- Saskatoon Contacts (2006-2007)
- Brandon Wheat Kings (2007-2010)
- Los Angeles Kings (2009, 2010)
  -  Saskatoon Blades (2010-2011)
  -  Manchester Monarchs (2011)
- Philadelphia Flyers (2011-2017)
  -  Adirondack Phantoms (2011-2013)
- St. Louis Blues (2017-)

Jest wychowankiem klubu Saskatoon MHA. W latach 2007 do 2010 grał w barwach Brandon Wheat Kings w juniorskich rozgrywkach WHL. W drafcie NHL z 2009 został wybrany przez Los Angeles Kings. W barwach tego zespołu zadebiutował w lidze NHL 26 listopada 2009 i był to jego jedyny mecz w sezonie NHL (2009/2010), po czym nadal grał w lidze WHL. Rok później zagrał osiem meczów w NHL i ponownie grał w WHL, w tym trafił do innej drużynie w tej lidze, Saskatoon Blades w rodzinnym mieście. Jednocześnie grał także w lidze AHL. W czerwcu 2011 został przetransferowany do klubu Philadelphia Flyers (w toku wymiany wraz z nim przekazany został Wayne Simmonds, a z Filadelfii do Los Angeles trafił Mike Richards). Od tego czasu regularnie gra w NHL, a jednocześnie grał także w klubu farmerskim Adirondack Phantoms AHL (w tym po ogłoszeniu lokautu w sezonie NHL (2012/2013) od września 2012 do stycznia 2013). Od 2012 w klubie Lotników gra jego brat, Luke. W czerwcu 2014 przedłużył kontrakt z Philadelphia Flyers o dwa lata. W czerwcu 2017 przeszedł do St. Louis Blues, gdzie w październiku 2019 przedłużył kontrakt o osiem lat.

## Kariera reprezentacyjna
Został reprezentantem Kanady. Występował w kadrach juniorskich kraju na mistrzostwach świata do lat 17 w 2008, do lat 18 w 2008 i do lat 20 w 2010, 2011. W kadrze seniorskiej uczestniczył w turniejach mistrzostw świata w 2014, 2015, 2017, 2018.

## Sukcesy

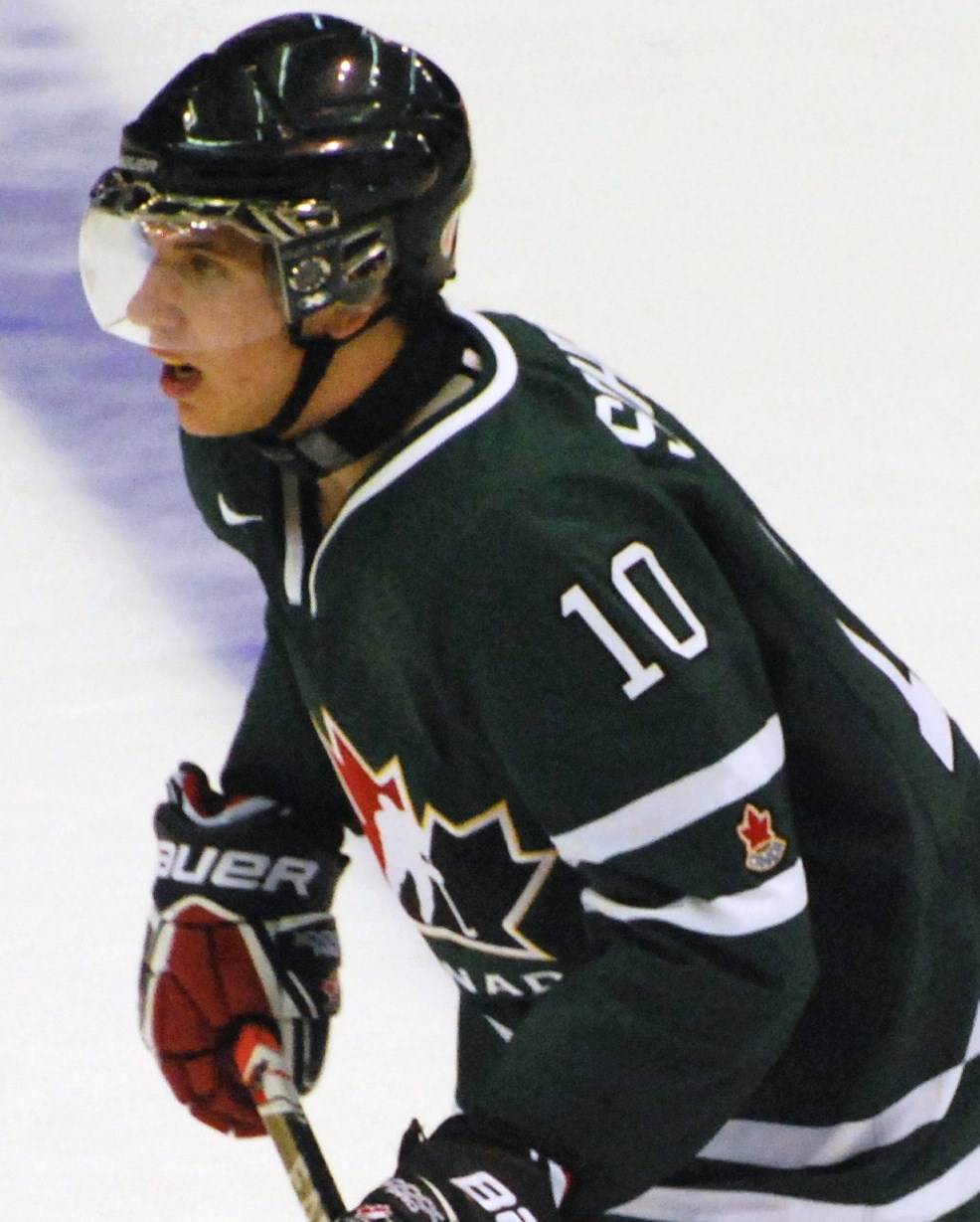
Brayden Schenn w barwach Kanady (2009)

Reprezentacyjne
- Złoty medal mistrzostw świata juniorów do lat 18: 2008
- Srebrny medal mistrzostw świata juniorów do lat 20: 2010, 2011
- Złoty medal mistrzostw świata: 2015
- Srebrny medal mistrzostw świata: 2017

Klubowe
- Scotty Munro Memorial Trophy: 2011 z Saskatoon Blades
- Puchar Stanleya: 2019 z St. Louis Blues

Indywidualne
- Sezon WHL i CHL 2007/2008:
  - Drugie miejsce w klasyfikacji kanadyjskiej w sezonie zasadniczym WHL: 71 punktów
  - Jim Piggott Memorial Trophy - najlepszy debiutant sezonu WHL
  - Skład gwiazd pierwszoroczniaków CHL
- Mistrzostwa świata juniorów do lat 17 w 2008:
  - Pierwsze miejsce w klasyfikacji strzelców turnieju: 6 goli
  - Drugie miejsce w klasyfikacji kanadyjskiej turnieju: 13 punktów
- Sezon WHL i CHL 2008/2009:
  - Drugi skład gwiazd WHL (Wschód)
  - CHL Top Prospects Game
- Sezon WHL i CHL 2009/2010:
  - Pierwszy skład gwiazd WHL (Wschód)
- Sezon WHL i CHL 2010/2011:
  - Drugi skład gwiazd WHL (Wschód)
- Mistrzostwa Świata Juniorów w Hokeju na Lodzie 2011/Elita:
  - Pierwsze miejsce w klasyfikacji strzelców turnieju: 8 goli[8]
  - Pierwsze miejsce w klasyfikacji asystentów turnieju: 10 asyst[9]
  - Pierwsze miejsce w klasyfikacji kanadyjskiej turnieju: 18 punktów[10]
  - Pierwsze miejsce w klasyfikacji +/- turnieju: +10[11]
  - Jeden z trzech najlepszych zawodników reprezentacji[12]
  - Skład gwiazd turnieju[13]
  - Najlepszy napastnik turnieju[14]
  - Najbardziej Wartościowy Zawodnik (MVP) turnieju
- Występ w Meczu Gwiazd w sezonie  2017-2018